# Программа GUPPY

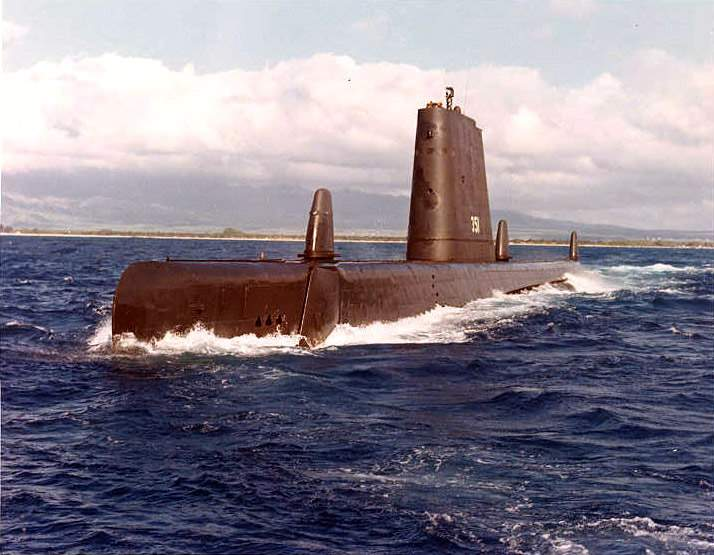
USS Greenfish (SS-351) после модернизации по программе GUPPY III

GUPPY (англ. Greater Underwater Propulsion Power — Увеличенные Возможности Подводного Хода) — программа модернизации дизель-электрических подводных лодок военной постройки ВМС США, предпринятая в 1948—1960 годах. Целью программы было адаптировать существующий парк субмарин под изменившиеся требования войны на море, в первую очередь — улучшить их характеристики подводного хода. Несколько десятков лодок проектов «Балао» и «Тенч» были подвергнуты различным вариантам модернизации. Впоследствии, они служили как во флоте США так и союзных держав, и активно поставлялись на экспорт.

## История
В конце Второй мировой войны развитие радаров, акустической аппаратуры, курсовых бомбометов и патрульной авиации привело к кардинальному пересмотру существующей концепции применения подводных лодок. Прежняя доктрина — когда подводная лодка проводила основное время на поверхности, погружаясь только для того, чтобы избегнуть атаки или незаметно приблизиться для нападения — устарела морально и не соответствовала новым средствам борьбы с подводными лодками. Чтобы сохранить свою эффективность, субмарины должны были быть существенно усовершенствованы в плане скорости и дальности подводного хода, глубины погружения и сенсорного оснащения.
Первыми подводные лодки нового поколения создали немцы. Массово строившиеся в конце войны субмарины Тип XXI были первыми в мире подводными лодками, действительно рассчитанными на то, чтобы оставаться под водой большую часть времени. Они имели значительно большую подводную автономность, скорость подводного хода, глубину погружения и меньшую шумность чем другие субмарины того времени.
После поражения Германии две подводные лодки этого типа — U-2513 и U-3008 — достались по репарациям Соединённым Штатам. Американцы, так же как и немцы, осознававшие проблемы существующих моделей подводных лодок, тщательно изучили трофеи. На основании немецких решений и собственного опыта были сделаны необходимые выводы о требованиях к будущим подводным лодкам. Однако, ввиду наличия у США крупнейшего на тот момент в мире подводного флота (более 250 субмарин, практически новых), было сочтено осмысленным начать с модернизации существующих подводных лодок.

## Типы модернизации
Тип модернизации перечислены в хронологическом порядке появления. Следует учитывать, что в ряде случаев одни и те же лодки подвергались нескольким модернизациям последовательно.

### GUPPY I

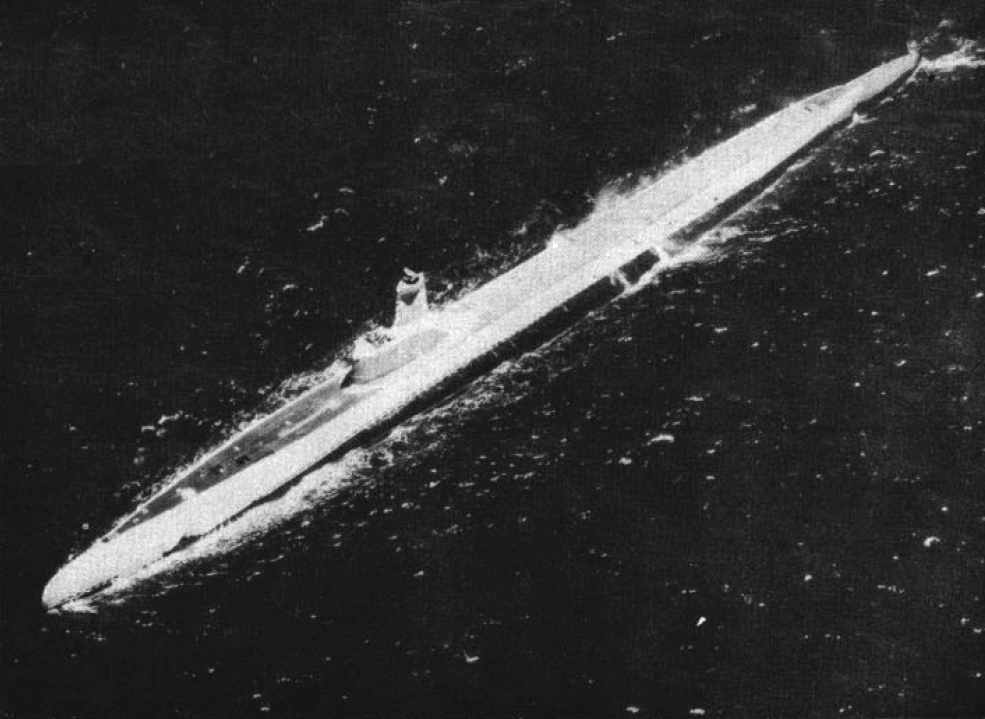
USS «Помодон» модернизированный по GUPPY I

Две лодки типа «Балао», модернизированные по программе GUPPY I, рассматривались, фактически, как прототипы для изучения конструкторских решений, которые предполагалось инкорпорировать в следующих программах модернизации. С субмарин была демонтирована вся артиллерия, а очертания верхней части корпуса и рубки — сглажены для улучшения гидродинамических характеристик. Боевые посты снаружи корпуса лодки были удалены либо сделаны выдвижными. Чтобы уменьшить создаваемые возмущения, один из перископов также был демонтирован. Наконец, характерный для субмарин старых моделей «клипперский» наклонный форштевень был заменен вертикальным — хотя это ухудшило характеристики лодки в надводном положении, но существенно улучшило её характеристики в подводном.
Аккумуляторные ямы субмарин были полностью перестроены (ценой сокращения обитаемого пространства лодки), чтобы вместить новые, более ёмкие батареи из 126 ячеек. В связи с более значительным выделением водорода, пришлось полностью переработать вентиляцию аккумуляторных отсеков. Наконец, два из четырёх электромоторов «быстрого» подводного хода были заменены новыми моторами «медленного» хода. Наконец, электроаппаратура лодки была перестроена, и её система вентиляции и кондиционирования отсеков существенно улучшена.
На испытаниях в 1948 году, обе модернизированные лодки продемонстрировали существенный прирост характеристик. Лодка USS Pomodon (SS-486) достигла скорости подводного хода в 18,2 узла (до модернизации — только 8,75 узлов) ценой незначительного снижения скорости надводного хода. В целом, программа продемонстрировала себя успешно, и последующие модернизации парка субмарин были одобрены.

### GUPPY II

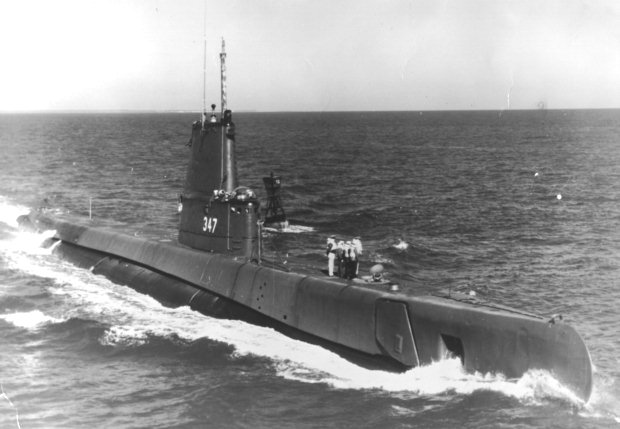
USS «Кубера», модернизированная по GUPPY II

Программа модернизации по проекту GUPPY II, предпринятая на 24 субмаринах в 1947—1951 годах отличалась от предшествующей только установкой на субмарины GUPPY II шноркеля. На всех лодках серии производился демонтаж артиллерии, улучшение обтекаемости, замена батарей и силовой установки.
Лодки программы GUPPY II незначительно различались по конструкции рубки. Она была несколько увеличена по сравнению с предшествующей программой, чтобы разместить основания шноркеля. Существовали два принципиальных типа используемой рубки:
- «Электролодочный»[2] тип, имевший прямоугольные очертания, отвесный передний край и круглые иллюминаторы. Подобным типом рубки в основном оснащались лодки, модернизируемые для союзников США.
- «Портсмутский»[3] тип, имевший пирамидальные очертания, скошенный назад передний край и квадратные иллюминаторы. Подобным типом рубки оснащались лодки, служившие в американском флоте.

Лодки этой программы также различались деталями радиоэлектронного оборудования и радарного оснащения.
Ряд лодок этого типа в начале 1970-х был продан дружественным государствам. Так, одна лодка была продана Аргентине (потоплена британскими вертолётами во время Фолклендского конфликта), две — Венесуэле, шесть — Бразилии и две — Тайваню. Последние две субмарины до сих пор остаются в составе флота, хотя используются в основном как учебные.

### GUPPY IA
Программа GUPPY II была сочтена эффективной, но слишком дорогой. Поэтому как альтернатива, Бюро кораблестроения разработало «экономичную» версию программы. Лодки, модернизированные по программе GUPPY IA также имели улучшенную гидродинамику, но их аккумуляторные ямы не модернизировались (лишь старые батареи заменялись несколько более мощными). Также, сонарный отсек перемещался ближе к корме лодки.
Субмарины программы GUPPY IA имели меньшую скорость и дальность подводного хода чем GUPPY II. С другой стороны, они были дешевле, проще в эксплуатации, и — за счет сохранения старых батарей — отличались лучшей обитаемостью. Всего десять лодок было модернизировано по данной программе: в начале 1970-х одна была продана Аргентине, одна — Турции, и две — Перу.

### Программа оснащения шноркелями

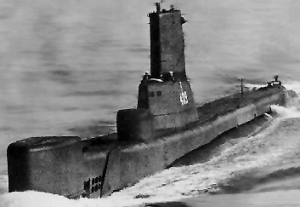
Лодка модернизированная по программе оснащения шноркелем

Даже «экономичная» программа GUPPY IA была все же сочтена слишком дорогой для полномасштабного развертывания. Флот, стремившийся увеличить максимально число «осовремененных» субмарин, разработал программу минимальной модернизации. Переделка по ней включала установку шноркеля (для увеличения дальности подводного хода), более обтекаемой рубки, улучшенной электрической системы и более совершенной вентиляции. Палубные орудия и вспомогательные дизели демонтировались. В отличие от лодок программы GUPPY, субмарины этой программы не подвергались переделке корпуса, модификации двигателей или аккумуляторов, и их внутреннее оснащение оставалось прежним.
Около 30 подводных лодок были модернизированы по данной программе: несмотря на худшие возможности, они служили столь же долго сколь и субмарины программы GUPPY. Часть лодок была передана союзным странам или продана: так, шесть субмарин получила Турция, две — Италия, по одной — Греция и Канада. Ещё одна лодка, SS-479, была куплена Пакистаном.

### GUPPY IIA

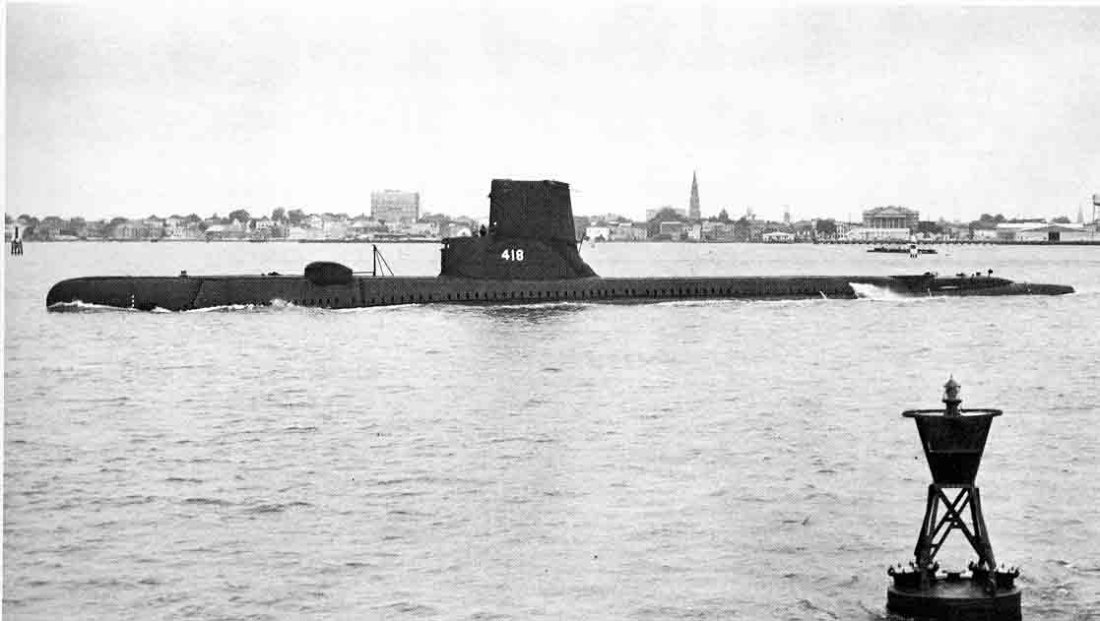
USS «Торнбэк», после модернизации по GUPPY IIA

После завершения программы GUPPY IA, флот не остановился на достигнутом, и авторизировал следующую серию модернизаций. Новая программа получила индекс GUPPY IIA: она в основном отличалась от IA переделкой внутреннего устройства. Один из передних дизелей демонтировался для установки помп и кондиционирующего оборудования. Также, старые аккумуляторные батареи заменялись новыми «Sargo II». В результате всех переделок, и без того крайне стесненные внутренние условия субмарин только ухудшились.
Внешне, лодки программы GUPPY IIA отличались от IA только наличием трех выхлопов дизелей вместо четырёх. Всего по этой программе было перестроено четырнадцать лодок, большая часть из которых в начале 1970-х была передана союзникам по НАТО: четыре лодки получила Испания, семь Турция и одну Греция.

### GUPPY IIB
Программа GUPPY IIB была разработана в середине 1950-х для модернизации четырёх субмарин, передаваемых в этот период иностранным флотам. В общих решениях, программа была сходна с GUPPY IA, но по соображениям секретности, лодки не оснащались современным (для 1950-х) сонарным оборудованием и радарами. Две субмарины были модифицированы для флота Италии, и ещё две — для флота Нидерландов.

### GUPPY III

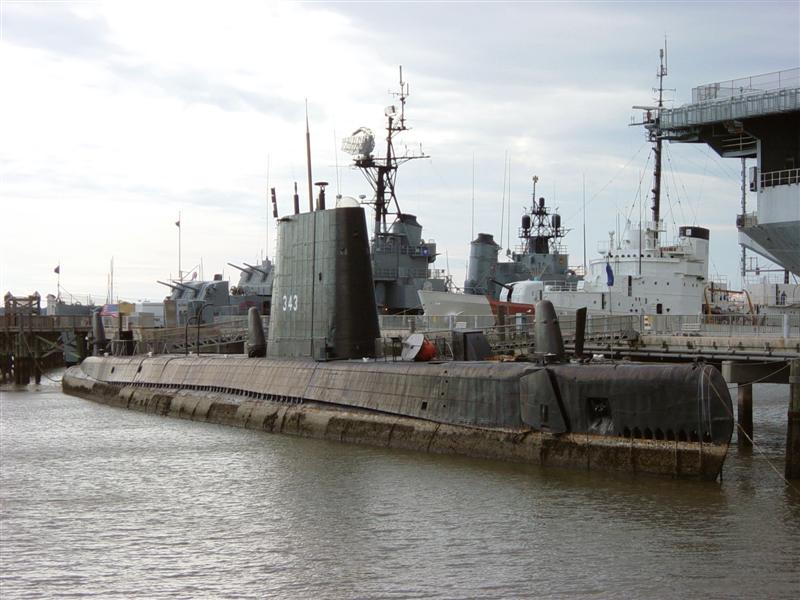
USS «Кламагор», после модернизации по GUPPY III

К концу 1950-х стало ясно, что резервы модернизации старых субмарин практически исчерпаны. Кроме этого, всплыл ряд проблем с ранними программами модернизации: в частности, крайне стесненные условия на борту. Необходимость размещения нового, более массивного и объемного оборудования в старых корпусах, приводила к значительному ухудшению условий обитаемости, что в дальних походах крайне выматывало моряков.
В попытке решить проблему, флот в 1958 инициировал последнюю программу модификации субмарин военной постройки GUPPY III.
В качестве прототипа была выбрана субмарина «Тиру». В 1959 году, она была поставлена в док для модернизации. Корпус лодки был разрезан пополам, и удлинен путём вставки между половинами дополнительной 3,8-метровой секции, предназначенной для размещения дополнительной электроники, сонарного оборудования и запасных частей. За счет этого, удалось убрать сонарный отсек из носа субмарины, и освободить место для размещения запасных торпед. Как и на лодках GUPPY IIA, один из передних дизелей демонтировался, и его место использовалось для размещения дополнительного кондиционирующего оборудования. Таким образом удалось существенно улучшить условия обитаемости.
В 1961—1963 ещё восемь лодок были модернизированы по несколько измененному проекту, с вставкой 4,6-метровой секции. Они также сохраняли все четыре дизеля. Длина лодок увеличивалась до 98 метров, а водоизмещение до 1975 тонн. Все лодки серии отличались от других субмарин серии GUPPY очень высокой, пирамидальной рубкой, использовавшейся для размещения системы управления огнём Mk-101 и директоров Mk-37. Лодки также оснащались новым пассивным сонаром BQG-47 PUFF.
Первоначально, флот собирался модернизировать под новый стандарт все двадцать четыре лодки GUPPY II, но в связи с вступлением в строй новых атомоходов (обладавших значительно более высокими характеристиками) было решено ограничиться девятью лодками. Во флоте США они служили до середины 1970-х (несмотря на то, что были модернизированы значительно более масштабно), после чего семь из них были переданы другим флотам: две лодки получила Бразилия, две Турция, две Италия и одну Греция.

## Результаты программы
В целом, программа GUPPY была эффективным способом утилизовать имевшийся флот субмарин в изменяющихся условиях войны на море. За сравнительно небольшую цену, флот США получил в 1950-х флот из 45 субмарин (не включая 29 субмарин, модернизированных по флотской программе оснащения шноркелями), соответствующих современным требованиям. Вкупе с небольшим количеством дизель-электрических субмарин новой постройки, лодки GUPPY составляли основу подводного флота США до начала массового вступления в строй атомных субмарин в начале 1960-х.
Лодки GUPPY также были популярны как экспортные, и широко распространены в различных странах. Большинство из них получило субмарины в начале 1970-х, после списания из американского флота. Как минимум двум лодкам этой программы довелось участвовать в реальных боевых действиях: пакистанской «Гази» (модернизированной по флотской программе установки шноркеля) и аргентинской «Санта-Фе» (модернизированной по GUPPY II)